# Sandarna

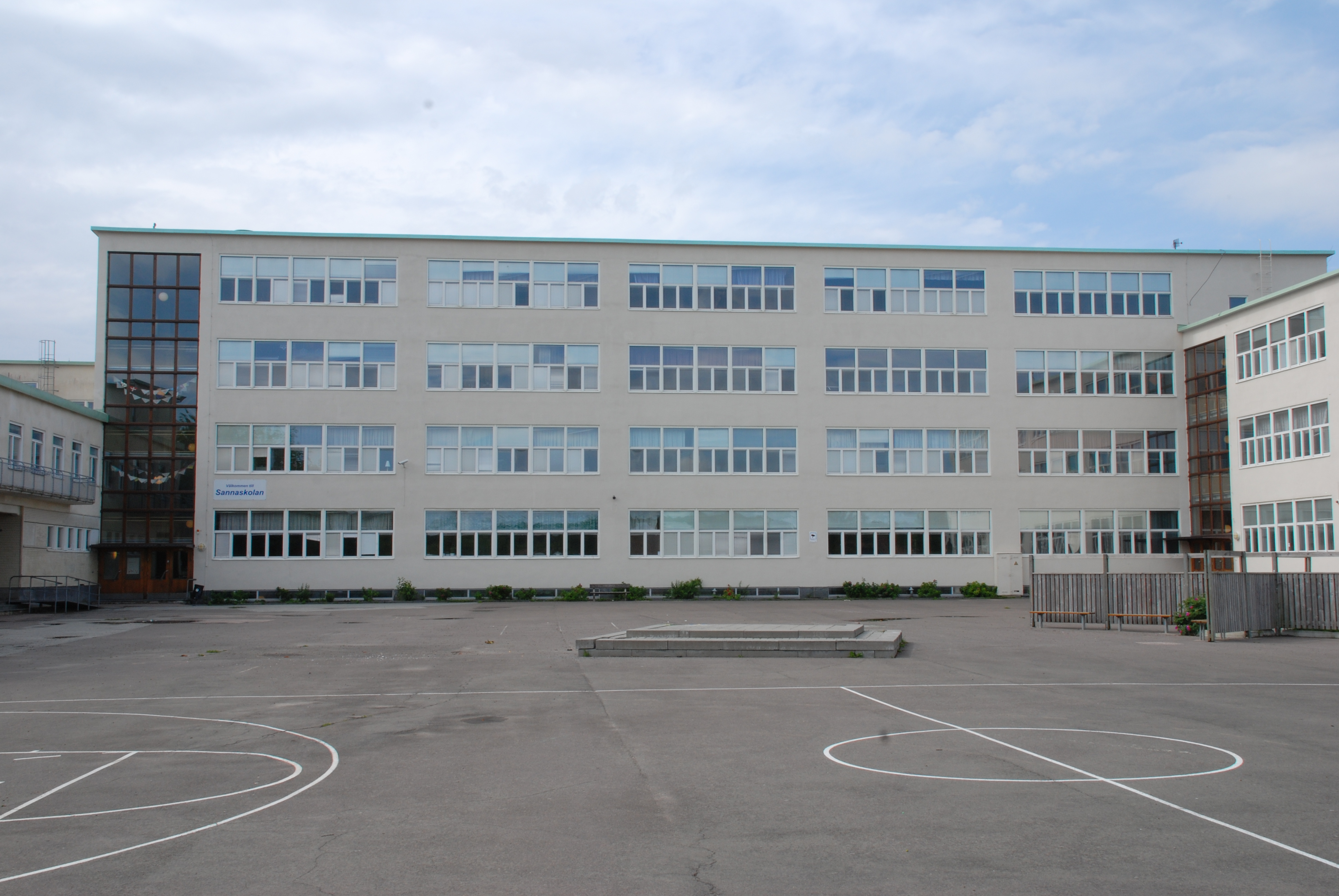
A Escola Sannaskolan

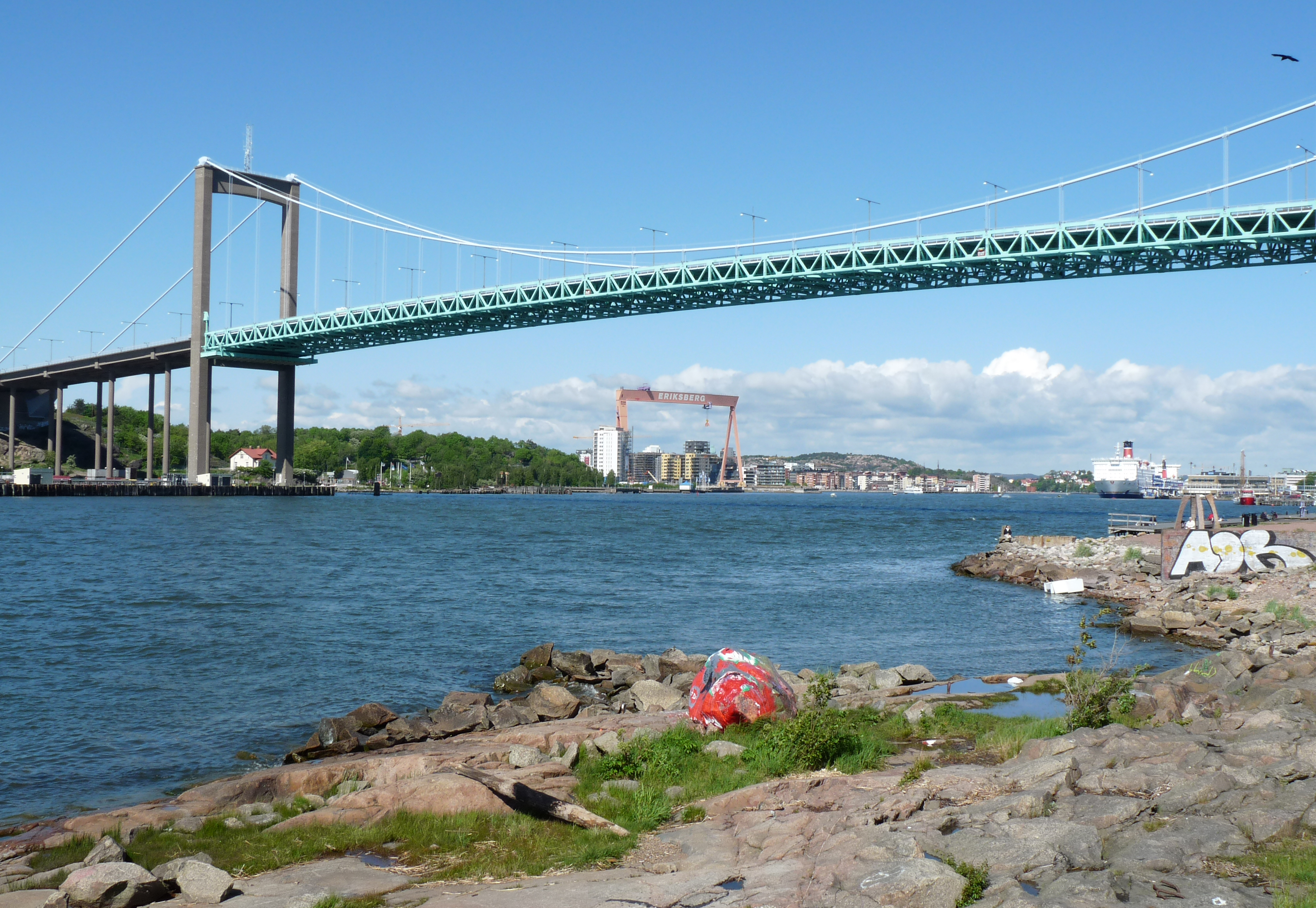
Röda Sten e a Ponte de Älvsborg

Sandarna - popularmente conhecida como Sanna - é um bairro da cidade sueca de Gotemburgo. 

Tem cerca de 2 160 habitantes (2015).
O bairro foi construído no período entre 1930 e 1950, e tem uma arquitetura típica, baseada em prédios de quatro andares com fachadas claras em estilo funcionalista.
Durante o período 2011-2020, pertenceu à freguesia administrativa de Majorna-Linné. 

## Património
- Sannaskolan - Escola típica em estilo funcionalista construída em 1941 [6]
- Ponte de Älvsborg - Ponte sobre o rio Gota, ligando Sandarna a Färjenäs na ilha de Hisingen
- Sítio arqueológico de Sandarna - Vestígios arqueológicos da chamada Cultura de Sandarna (Sandarnakulturen), datada para o período de 8 400-6 000 a.C. da Idade da Pedra [7][8]
- Västra kyrkogården - Cemitério desde 1844 [9]
- Röda Sten
- Kungstens Industriområde - Pequeno parque industrial [10]
- Sandarnas dagcentral - Centro de atividades para idosos [11]
- Sandarna BK - Pequeno clube de futebol [12]